# Набряк Квінке
На́бряк Кві́нке, або ангіоневроти́чний на́бряк — гостра алергічна реакція організму, що характеризується масивним набряком слизових оболонок, шкіри і підшкірної жирової клітковини, причиною якого є реакція організму на різноманітні фактори, що мають біологічне або хімічне походження. Захворювання названо на честь німецького лікаря Генріха Квінке, який вперше описав його у 1882 році.

## Етіологія та фактори ризику
Набряк Квінке поділяють на дві форми захворювання — алергічну та псевдоалергічну.
- Алергічний набряк Квінке виникає внаслідок імунної відповіді організму на проникнення специфічного алергену — медикаментів, харчових продуктів, після укусу комах та інших членистоногих; розвиток ангіоневротичного набряку можуть пришвидшити фізичні фактори — інсоляція, холод, перегрівання. Сприяють розвитку алергічної форми набряку Квінке вірусні інфекції, лямбліоз, гельмінтози. Алергічна форма набряку Квінке часто поєднується із харчовою алергією, бронхіальною астмою, кропив'янкою, полінозами.
- Причиною виникнення псевдоалергічної форми набряку Квінке є найчастіше вроджена патологія системи комплементу — групи білків крові, що беруть участь в розвитку первинних імунних і алергічних реакцій. У крові людини ці білки переважно знаходяться в неактивному стані і активуються тільки в момент та у місці проникнення в організм чужорідного антигена. У хворих з псевдоалергічним набряком Квінке система комплементу здатна активуватися спонтанно або у відповідь на теплові або хімічні подразнення, приводячи до розвитку масивної алергічної реакції.

Частими причинами ангіоневротичного набряку є також захворювання шлунку та щитоподібної залози. При гастриті причиною розвитку набряку Квінке може бути недостатнє перетравлювання речовин, що потрапляють в кров з їжі. Виникнення набряку Квінке також може бути зумовлено попаданням в шлунок шкідливих хімічних речовин, що використовуються для оброблення овочів і фруктів. Із захворювань щитоподібної залози найчастіше може сприяти розвитку набряку Квінке гіпотиреоз. Саме захворювання щитоподібної залози може супроводжуватися розвитком набряків, частіше на нижніх кінцівках, а у важких випадках організм реагує виникненням масивних набряків у вигляді ангіоневротичного набряку.
Набряком Квінке може захворіти будь-яка людина, проте найчастіше хворіють на нього молоді жінки і діти, менше хворіють на набряк Квінке чоловіки та літні люди.

## Патогенез
Подібний до патогенезу інших алергічних реакцій, але у розвитку його більше значення має судинний компонент. Набряк Квінке, як і інші алергічні реакції, починається із реакції «алерген-антитіло». Але у таких хворих антитіла, що спричинюють дану алергічну реакцію, по незрозумілих поки причинах знаходяться на мембранах базофілів, які переважно концентруються у підшкірній жировій клітковині, що оточує судини та нерви нижньої половини обличчя та шиї. У результаті цієї реакції із базофілів виділяється велика кількість медіаторів алергії, переважно гістаміну, які діють на нервові стовбури та судини, що приводить до порушення їх роботи. У результаті дії медіаторів алергії проходить розширення судин та збільшується їх проникність, що призводить до виходу плазми у міжклітинний простір та появи набряку. У результаті дії гістаміну та інших біологічно активних речовин порушується діяльність периферичної нервової системи, внаслідок чого нервова система не може контролювати тонус судин у місці алергічної реакції, що приводить до неконтрольованого розслаблення стінки судин та ще більше посилює їх розширення.

## Клінічні ознаки
Набряк Квінке завжди починається раптово. Від початку симптомів до розвитку типового ангіоневротичного набряку може пройти від кількох хвилин до 1—2 годин. Типові прояви набряку Квінке — локальні набряки слизової порожнини рота (мигдаликів, м'якого піднебіння, язика), повік, губ, калитки, сечостатевої області, шлунково-кишкового тракту, дихальних шляхів. Іноді спостерігають болючість у місці набряку, що супроводжується почуттям напруженості тканин. Шкіра у ділянці набряку бліда, свербіж ураженої ділянки, як правило, відсутній. В ділянці локалізації набряку спостерігають еластичність при пальпації набряклих тканин, ямка при тиску не відбувається, сам набряк безболісний.
 Основними місцями локалізації набряку Квінке є гортань, щоки, повіки, нижня губа. Найнебезпечнішою для життя формою набряку Квінке вважають набряк трахеї та гортані, що спостерігають у 25 % усіх хворих із ангіоневротичним набряком. У таких хворих розвивається афонія, спостерігають ціаноз язика, утруднення дихання, хворі стають неспокійними, можлива втрата свідомості. При огляді слизової горла виявляють набряк піднебінних дужок та м'якого піднебіння, просвіт ротоглотки звужений. При поширенні набряку на трахею або гортань хворий може загинути від задухи.
 Якщо набряк Квінке поширюється на внутрішні органи, до симптоматики додається блювання, пронос, різкий біль в животі.
 При ураженні мозкових оболон і речовини головного мозку розвиваються неврологічні порушення (парези та паралічі, афазія, судоми).
 У разі ураження сечовидільної системи проявляється симптоматика гострого циститу. Крім цього, набряк Квінке може призвести до гострої затримки сечі.
 Зрідка набряк Квінке може перебігати у формі набряку слизових жіночих статевих органів або суглобової сумки.
 Набряк Квінке у дітей переважно перебігає у вигляді відмежованих набряклих вогнищ на слизових оболонках та шкірі.
Набряк Квінке найчастіше зникає через кілька годин або діб, проте має здатність періодично рецидивувати. Якщо набряк Квінке триває менше 6 тижнів, то цей випадок класифікують як гострий набряк Квінке, якщо захворювання триває більше 6 місяців, то такий випадок класифікують як хронічний набряк Квінке
.

## Лікування
Першочерговим етапом у лікуванні набряку Квінке є усунення контакту з алергеном — видалення жала комахи, припинення надходження їжі, що спричинила алергію, в організм, забезпечити доступ свіжого повітря. Для усунення набряку використовують прикладання холодного компресу на місце набряку. Медикаментозне лікування охоплює у першу чергу якнайшвидше внутрішньовенне або внутрішньом'язове введення антигістамінних препаратів (дифенгідраміну гідрохлорід (димедрол), хлоропірамін (супрастин), прометазин (піпольфен), клемастин (тавегіл)); глюкокортикостероїдів (преднізолон, гідрокортизон, дексаметазон, тощо). В носові ходи закапують судинозвужуючі краплі (нафтизин, тощо). Для зменшення набряку тканин застосовують сечогінні препарати (переважно фуросемід). При вираженому набряку та при набряку гортані хворому вводять адреналін (епінефрин). У лікувальному закладі проводять також введення інгібіторів протеолізу — контрикалу та ε-амінокапронової кислоти. Для зниження проникності судин застосовують аскорутин. Для профілактики набряку Квінке рекомендують суворе дотримання дієти, в якій відсутні харчові продукти, здатні зумовити розвиток алергічної реакції.

## Спадкова форма набряку Квінке
Спадковий вроджений набряк Квінке — це рідкісне захворювання, пов'язане з дефіцитом, недостатньою активністю або надлишком С1-інгібітора системи комплементу людини, що призводить до неконтрольованих реакцій в системі крові та виявляється у вигляді набряків на тілі. Найчастіше набряки виникають на верхніх та нижніх кінцівках, обличчі, гортані та іноді — в черевній порожнині. Частіше хворіють чоловіки, можна простежити сімейний анамнез. Лікування спадкового набряку Квінке відрізняється від алергічного. Рекомендовано введення концентрату C1-інгібітора системи комплементу у вигляді або нативного С1-інгібітора, що виділяється із плазми крові, або рекомбінантного С1-інгібітора, який отримують з молока генно-модифікованих кролів. Застосовують також антагоніст рецепторів до брадикініну ікатібант та інгібітор каллікреїну екалантид. При неможливості використання сучасних препаратів застосовують введення свіжозамороженої плазми.